# Canut de Renac
Pour les articles homonymes, voir Canut (homonymie).
Le Canut de Renac est un cours d'eau français qui coule en Bretagne, dans le département d'Ille-et-Vilaine. C'est un affluent de la Vilaine sur sa rive droite.

## Hydronymie
Le Canut de Renac est attesté en 866 sous la forme "ripam Carnun" dans une charte du Cartulaire de Redon.

## Géographie
Il passe par Pipriac, coule près du site des Landes de Cojoux, passe par Renac ainsi que par le sud de Sixt-sur-Aff, et se jette dans la Vilaine, à Sainte-Marie, avant Redon.

## Qualité de l'eau
Le suivi de la qualité physico-chimique du Canut se fait grâce à un point de prélèvement sur la commune de Sixt-sur-Aff, qui donne les résultats suivants :
| Nitrates                                   | 2010 | 2011 | 2012 |
| ------------------------------------------ | ---- | ---- | ---- |
| Concentration du paramètre (percentile 90) | 44   | 38   | 34   |
| Classe SEQ-Eau                             |      |      |      |